# Ariarates IX
Ariarates IX Eusebio Filopátor (en griego antiguo: Ἀριαράθης Εὐσεβής Φιλοπάτωρ, Ariaráthēs Eusebḗs Philopátōr), rey de Capadocia de 101 a 89 a. C., fue hijo de Mitrídates VI del Ponto. Su padre le colocó como rey títere de Capadocia, en oposición a Ariarates VIII.  El joven príncipe fue proclamado rey a la edad de ocho años, con Gordio como consejero. Fue depuesto por los romanos.